# Breda Ba.25
Il Breda Ba.25 fu un aereo da addestramento monomotore biplano sviluppato dalla divisione aeronautica dell'azienda italiana Società Italiana Ernesto Breda negli anni trenta e prodotto, oltre che dalla stessa negli stabilimenti di Savigliano, anche su licenza dalla Compagnia Nazionale Aeronautica (CNA) e dalla Società Aeronautica Italiana (SAI).
Utilizzato principalmente nelle scuole di volo della Regia Aeronautica fu l'addestratore basico più usato dalla sua introduzione sino al termine della seconda guerra mondiale.

## Storia del progetto

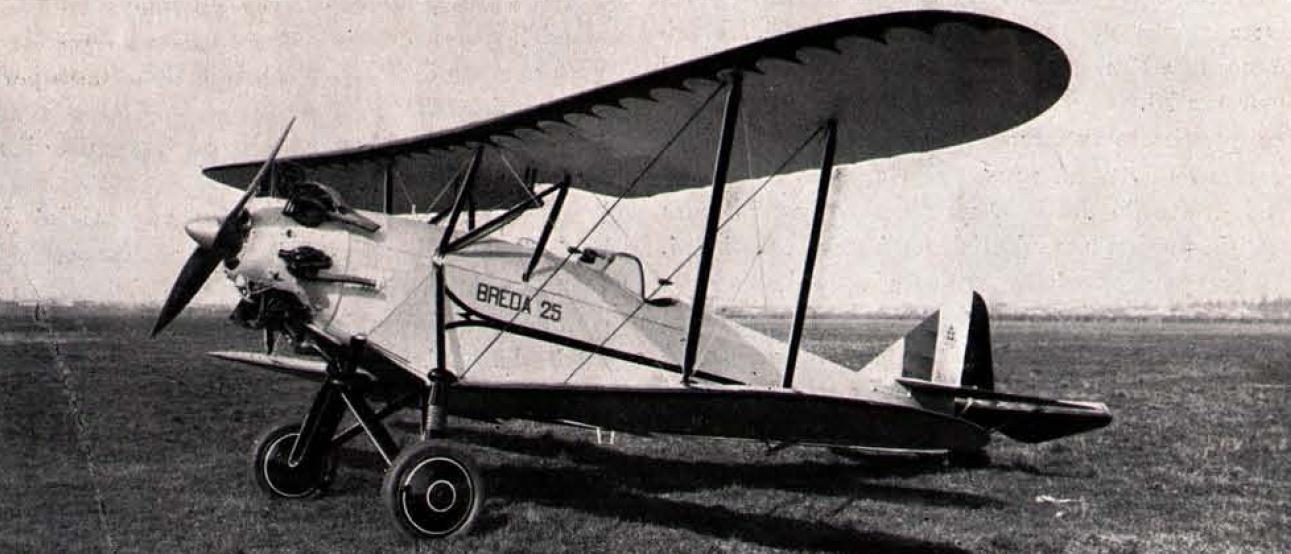
Breda 25 versione con carrello

Il Ba.25, progettato all'inizio degli anni trenta, era un'evoluzione del precedente Breda Ba.19 e concepito come addestratore basico.
Il volo inaugurale venne effettuato vicino a Milano nel 1931 con il prototipo monoposto ma pur impressionati favorevolmente venne richiesto di realizzarne una versione con due abitacoli separati disposti in tandem. Le impressioni positive espresse nella prova di volo di questa seconda versione convinse il Ministero dell'aeronautica ad ordinare un lotto di 100 esemplari destinati ad equipaggiare le scuole di volo della Regia Aeronautica.
L'ordine degli iniziali 100 esemplari fu evaso entro la fine del 1935 ma le successive richieste da parte della Regia Aeronautica portarono la cifra, alla fine del 1938, a 719 velivoli prodotti. Molti altri vennero prodotti sia per l'esportazione che per uso privato, dotati di motori radiali quali l'italiano di derivazione britannica Alfa Romeo Lynx ed il ceco Walter Castor.

## Tecnica
Il Ba.25 era un velivolo di aspetto convenzionale per l'epoca, realizzato in tecnica mista e che ricalcava l'impostazione del suo predecessore; monomotore biplano, biposto a carrello fisso.
La fusoliera, realizzata in tubi d'acciaio saldati e rivestita in legno e tela, era caratterizzata dalla presenza di due abitacoli aperti, entrambi protetti da parabrezza, destinati all'istruttore ed all'allievo pilota. Posteriormente terminava in un impennaggio tradizionale monoderiva con piani orizzontali controventati.
La configurazione alare era biplana, con ali anch'esse a costruzione mista, di forma e dimensioni identiche, l'inferiore montata bassa sulla fusoliera e la superiore montata alta a parasole, quest'ultima collegata alla parte superiore della fusoliera tramite un castello tubolare e collegate tra loro da una coppia di montanti per lato integrati da tiranti in filo d'acciaio.
Il carrello d'atterraggio era un semplice biciclo fisso, collegato alla parte inferiore della fusoliera da un complesso tubolare ammortizzato, integrato posteriormente da un pattino d'appoggio posizionato sotto la coda.

## Impiego operativo
Il Ba.25 rimase in servizio nelle scuole di volo della Regia Aeronautica sino al termine della seconda guerra mondiale. Alcuni esemplari, sequestrati come preda di guerra, furono impiegati con reparti di volo alleati.

## Versioni
- Ba.25 (prototipo) - versione monoposto
  - Ba.25/Lynx - versione di serie biposto dotata di motore radiale Alfa Romeo Lynx da 215 CV (158 kW)
  - Ba.25/D.2 - come la Lynx ma dotata di motore radiale Alfa Romeo D2 C.30 da 250 CV (184 kW)
  - Ba.25/Mezzo-Asso - come la Lynx ma dotata di motore in linea Isotta Fraschini Asso 200 (denominato precedentemente Mezzo Asso) da 250 CV (184 kW)
  - Ba.25 Ridotto - versione acrobatica caratterizzata da una apertura alare ridotta.
- Ba.25-I - versione idrovolante realizzata in 42 esemplari.

### Varianti
- Ba.26 - prototipo dotato di ali maggiorate e motore Walter NZ-120 da 130 CV (96 kW)
- Ba.28 - versione evoluta dotata di un più potente motore radiale Piaggio P.VII Z da 380 CV (279 kW)

## Utilizzatori
Afghanistan
- Afghan Hawa-e Ourdou

 Bolivia
- Fuerza Aérea de Bolivia

 Repubblica di Cina
- Chung-Hua Min-Kuo K'ung-Chün

 Ecuador
- Fuerza Aérea del Ejército Equatoriana

 Etiopia
- Imperial Ethiopian Aviation

 Italia
- Regia Aeronautica

 Norvegia
- Hærens Flyvevesen

 Paraguay
- Fuerzas Aéreas Nacional del Paraguay

 Ungheria
- Magyar Királyi Honvéd Légierő

## Esemplari attualmente esistenti
Inesatta l'identificazione del velivolo attualmente esposto nel giardino dell'ambasciata italiana a Kabul come BA 25 .Trattasi invece del IMAM Ro 37 proveniente dalla discarica Kabul Military Training Center (KMTC) alla periferia di Kabul (Afganistan)

## Velivoli comparabili
Germania
- Focke-Wulf Fw 56

 Giappone
- Yokosuka K5Y

 Regno Unito
- de Havilland DH.82 Tiger Moth

 Stati Uniti
- NAF N3N Canary